# Robusticoelotes
Genre
Robusticoelotes est un genre d'araignées aranéomorphes de la famille des Agelenidae.

## Distribution
Les espèces de ce genre sont endémiques de Chine.

## Liste des espèces
Selon World Spider Catalog (version 19.0, 02/02/2018) :
- Robusticoelotes pichoni (Schenkel, 1963)
- Robusticoelotes sanmenensis (Tang, Yin & Zhang, 2002)
- Robusticoelotes subpichoni Zhang, Zhu & Wang, 2017

## Publication originale
- Wang, 2002 : A generic-level revision of the spider subfamily Coelotinae (Araneae, Amaurobiidae). Bulletin of the American Museum of Natural History, no 269, p. 1-150 (texte intégral).